# Derby Bydgoszczy w piłce nożnej
Derby Bydgoszczy – derby piłkarskie rozgrywane pomiędzy najbardziej utytułowanymi i popularnymi klubami piłkarskimi z Bydgoszczy: Polonią i Zawiszą. Dwukrotnie rozgrywane w Ekstraklasie i dwunastokrotnie w dawnej II lidze.
Niekiedy używa się tego określenia także dla spotkań z udziałem rezerw Polonii lub Zawiszy.

## Kluby
| Porównanie klubów                                                  | Porównanie klubów | Porównanie klubów                                                   |
| ------------------------------------------------------------------ | --- | ------------------------------------------------------------------- |
| Polonia Bydgoszcz                                                  | | Zawisza Bydgoszcz                                                   |
| 1920 jeden z najstarszych polskich klubów piłkarskich w Bydgoszczy | rok założenia | 1946 klub założony w Koszalinie, po czym przeniesiony do Bydgoszczy |
| 1/4 finału (1954/55, 1967/68)                                      | najdalszy osiągnięty etap w Pucharze Polski                                                                           | zwycięstwo (2013/14)                                                |
| 0                                                                  | Superpuchar Polski | 1                                                                   |
| 5.                                                                 | najwyższa lokata w Ekstraklasie                                                                                       | 4.                                                                  |
| 7                                                                  | liczba sezonów w Ekstraklasie                                                                                         | 14                                                                  |
| 53.                                                                | miejsce w tabeli wszech czasów Ekstraklasy                                                                            | 32.                                                                 |
| 14 marca 1954                                                      | debiut w Ekstraklasie                                                                                                 | 19 marca 1961                                                       |
| 1                                                                  | królowie strzelców Ekstraklasy                                                                                        | 0                                                                   |
| 0                                                                  | liczba meczów w europejskich pucharach UEFA                                                                           | 2                                                                   |
| 30                                                                 | liczba sezonów na drugim poziomie rozgrywkowym (do 1948 Klasa A, do 2008 II liga, od 2008 I liga)                     | 34                                                                  |
| 1924                                                               | debiut na drugim poziomie ligowym (do 1948 Klasa A, do 2008 II liga, od 2008 I liga)                                  | 1952                                                                |
| 31                                                                 | liczba sezonów na trzecim poziomie rozgrywkowym (do 1948 Klasa B, do 1951 Klasa A, do 2008 III liga, od 2008 II liga) | 11                                                                  |
| 1922                                                               | debiut na trzecim poziomie ligowym (do 1948 Klasa B)                                                                  | 1947                                                                |
| IV liga                                                            | obecny poziom ligowy (2024/25)                                                                                        | III liga                                                            |

## Mecze w oficjalnych rozgrywkach

### w klasie A
| 1 2 września 1948 | Polonia Bydgoszcz | 0:2 | Zawisza Bydgoszcz |  |  |
| 2 września 1948   |                   |     |                   |  |  |
|                   |                   |     |                   |  |  |

| 2 27 marca 1949 | Zawisza Bydgoszcz | 2:2 | Gwardia Bydgoszcz |  |  |
| 27 marca 1949   |                   |     |                   |  |  |
|                 |                   |     |                   |  |  |

| 3 13 listopada 1949 | Gwardia Bydgoszcz | 0:0 | Zawisza Bydgoszcz |               |  |
| 13 listopada 1949   |                   |     |                   | Widzów: 1 000 |  |
|                     |                   |     |                   | Widzów: 1 000 |  |

| 4 5 czerwca 1950 | Gwardia Bydgoszcz | 1:0 | Zawisza Bydgoszcz |               |  |
| 5 czerwca 1950   |                   |     |                   | Widzów: 3 000 |  |
|                  |                   |     |                   | Widzów: 3 000 |  |

### w regionalnym Pucharze Polski
| 5 13 września 1950 | Gwardia Bydgoszcz | 0:7 | Legia Bydgoszcz |  |  |
| 13 września 1950   |                   |     |                 |  |  |
|                    |                   |     |                 |  |  |

| 6 20 października 1951 | OWKS Bydgoszcz | 6:1 | Gwardia Bydgoszcz |  |  |
| 20 października 1951   |                |     |                   |  |  |
|                        |                |     |                   |  |  |

### Pierwsze derby w II lidze
| 7 1 czerwca 1952 | OWKS Bydgoszcz | 3:0 | Gwardia Bydgoszcz |  |  |
| 1 czerwca 1952   |                |     |                   |  |  |
|                  |                |     |                   |  |  |

| 8 7 września 1952 | Gwardia Bydgoszcz | 2:0 | OWKS Bydgoszcz |               |  |
| 7 września 1952   |                   |     |                | Widzów: 4 000 |  |
|                   |                   |     |                | Widzów: 4 000 |  |

| 9 19 kwietnia 1953 | OWKS Bydgoszcz | 0:1 | Gwardia Bydgoszcz |               |  |
| 19 kwietnia 1953   |                |     |                   | Widzów: 4 000 |  |
|                    |                |     |                   | Widzów: 4 000 |  |

| 10 6 września 1953 | Gwardia Bydgoszcz | 2:1 | OWKS Bydgoszcz |               |  |
| 6 września 1953    |                   |     |                | Widzów: 4 000 |  |
|                    |                   |     |                | Widzów: 4 000 |  |

| 11 13 kwietnia 1957 | Zawisza Bydgoszcz | 1:3 | Polonia Bydgoszcz |               |  |
| 13 kwietnia 1957    |                   |     |                   | Widzów: 8 000 |  |
|                     |                   |     |                   | Widzów: 8 000 |  |

| 12 18 września 1957 | Polonia Bydgoszcz | 4:2 | Zawisza Bydgoszcz |               |  |
| 18 września 1957    |                   |     |                   | Widzów: 8 000 |  |
|                     |                   |     |                   | Widzów: 8 000 |  |

### w Ekstraklasie
| 13 15 kwietnia 1961 | Polonia Bydgoszcz                                | 3:0 | Zawisza Bydgoszcz |                |  |
| 15 kwietnia 1961    | Marian Norkowski 43' 51' (k) Roman Armknecht 59' |     |                   | Widzów: 20 000 |  |
|                     |                                                  |     |                   | Widzów: 20 000 |  |

| 14 20 sierpnia 1961 | Zawisza Bydgoszcz           | 1:3 | Polonia Bydgoszcz                   |                |  |
| 20 sierpnia 1961    | Kazimierz Frąckiewicz (1-0) |     | Marian Stachowicz (1-1) (1-2) (1-3) | Widzów: 15 000 |  |
|                     |                             |     |                                     | Widzów: 15 000 |  |

### na zapleczu ekstraklasy
| 15 1963 | Polonia Bydgoszcz | 2:1 | Zawisza Bydgoszcz |  |  |
| 1963    |                   |     |                   |  |  |
|         |                   |     |                   |  |  |

| 16 1964 | Zawisza Bydgoszcz | 2:1 | Polonia Bydgoszcz |  |  |
| 1964    |                   |     |                   |  |  |
|         |                   |     |                   |  |  |

| 17 1975 | Zawisza Bydgoszcz | 2:1 | Polonia Bydgoszcz |  |  |
| 1975    |                   |     |                   |  |  |
|         |                   |     |                   |  |  |

| 18 1976 | Polonia Bydgoszcz | 1:1 | Zawisza Bydgoszcz |  |  |
| 1976    |                   |     |                   |  |  |
|         |                   |     |                   |  |  |

| 19 1976 | Zawisza Bydgoszcz | 1:0 | Polonia Bydgoszcz |  |  |
| 1976    |                   |     |                   |  |  |
|         |                   |     |                   |  |  |

| 20 1977 | Polonia Bydgoszcz | 0:1 | Zawisza Bydgoszcz |  |  |
| 1977    |                   |     |                   |  |  |
|         |                   |     |                   |  |  |

### w III lidze i regionalnym Pucharze Polski
| nr    | rozgrywki i sezon                        | gospodarzem Polonia | gospodarzem Zawisza | źródło |
| ----- | ---------------------------------------- | ------------------- | ------------------- | ------ |
| 21/22 | III liga (1982/1983)                     | b/d                 | b/d                 |        |
| 23/24 | III liga (1983/1984)                     | b/d                 | b/d                 |        |
| 25/26 | Puchar Polski OZPN Bydgoszcz (1999/2000) | 1:0                 | 3:0                 | [ 9 ]  |

### w IV lidze
| 27 wrzesień 2000 | Polonia Bydgoszcz | 1:1 | Zawisza Bydgoszcz |  |  |
| wrzesień 2000    |                   |     |                   |  |  |
|                  |                   |     |                   |  |  |

| 28 maj 2001 | Zawisza Bydgoszcz | 1:1 | Polonia Bydgoszcz |  |  |
| maj 2001    |                   |     |                   |  |  |
|             |                   |     |                   |  |  |

Źródło: 

### w regionalnym Pucharze Polski
| 29 20 marca 2024 | Polonia Bydgoszcz | 0:3 wo. | Zawisza Bydgoszcz |  |  |
| 20 marca 2024    |                   |         |                   |  |  |
|                  |                   |         |                   |  |  |

## Bilans
| rozgrywki                                                              | liczba spotkań | zwycięstwa Polonii | remisy | zwycięstwa Zawiszy | bramki            |
| ---------------------------------------------------------------------- | -------------- | ------------------ | ------ | ------------------ | ----------------- |
| I poziom ligowy (do 2008 I liga, od 2008 Ekstraklasa)                  | 2              | 2                  | 0      | 0                  | 6:1 dla Polonii   |
| II poziom ligowy (do 2008 II liga, od 2008 I liga)                     | 12             | 6                  | 1      | 5                  | 17:15 dla Polonii |
| III poziom ligowy (do 1952 klasa A, do 2008 III liga, od 2008 II liga) | 8              | 2                  | 3      | 3                  | 7:7               |
| IV poziom ligowy (do 2008 IV liga, od 2008 III liga)                   | 2              | 0                  | 2      | 0                  | 2:2               |
| Puchar Polski (na szczeblu regionalnym, dane mogą być niepełne)        | 5              | 1                  | 0      | 3                  | 19:2 dla Zawiszy  |
| łącznie                                                                | 29             | 11                 | 6      | 12                 | 44:34 dla Zawiszy |

## Ciekawostki
- Pierwsze derby pomiędzy Polonią a Zawiszą w polskich rozgrywkach były zarazem premierowym meczem Zawiszy na trzecim szczeblu rozgrywek - w Klasie A sezonu 1948/49. W tym meczu padły też pierwsze bramki dla Zawiszy na trzecim poziomie ligowym[14]. Wcześniej Zawisza grał tylko w Klasie B[14].
- Polonia i Zawisza spotkały się w Ekstraklasie w sezonie 1961[4]. Dla Polonii był to ostatni sezon w Ekstraklasie, a dla Zawiszy pierwszy[15]. Bydgoskie kluby zajęły ostatnie pozycje i spadły do II ligi[4], w której w sezonie 1962 się nie spotkały, gdyż zostały przydzielone do różnych grup.
- Derby Bydgoszczy były pierwszym meczem obejrzanym przez młodego Zbigniewa Bońka[16], późniejszego wychowanka Zawiszy Bydgoszcz. Jego ojciec Józef Boniek grał wówczas w Polonii.
- W 2001 połączono kluby Chemik i Zawisza. Nowy zespół jako Chemik/Zawisza Bydgoszcz[17] występował w miejscu Chemika w III lidze w sezonach 2001/2002, 2002/2003, 2003/2004, mierząc się m.in. z Polonią. Wyniki te nie są zaliczane do bilansu spotkań Polonii z Zawiszą. Dotychczasowy zespół Zawiszy występował pod nazwą Zawisza/Chemik Bydgoszcz w sezonach 2001/2002 i 2002/2003 na niższych szczeblach[18], po czym od sezonu 2003/2004 powrócił do nazwy Zawisza. W sierpniu 2004 Chemik/Zawisza powrócił do nazwy Chemik[19].
- W marcu 2013 na meczu pierwszego zespołu Polonii z rezerwami Zawiszy doszło do incydentów z udziałem kibiców obu drużyn[20].